# عصب إضافي سدادي
العصب الإضافي السدادي (بالإنجليزية: Accessory obturator nerve)‏‏ هو عصب يتَفرعُ من الأعصاب القطنية.‏